# Plounévez-Moëdec
Plounévez-Moëdec (bretonisch: Plounevez-Moedeg) ist eine französische Gemeinde mit 1.473 Einwohnern (Stand: 1. Januar 2022) im Département Côtes-d’Armor in der Region Bretagne; sie gehört zum Arrondissement Lannion und zum Kanton Plestin-les-Grèves. Die Einwohner werden Plounévéziens genannt.

## Geographie
Plounévez-Moëdec liegt etwa 50 Kilometer westlich von Saint-Brieuc. Umgeben wird Plounévez-Moëdec von den Nachbargemeinden Plouaret und Le Vieux-Marché im Norden, Trégrom im Nordosten, Belle-Isle-en-Terre im Osten, Loc-Envel im Südosten und Süden, Loguivy-Plougras im Süden und Südwesten, Plounérin im Westen sowie Lanvellec im Nordwesten.
Durch die Gemeinde führt die Route nationale 12.

## Bevölkerungsentwicklung
| Jahr                       | 1962 | 1968 | 1975 | 1982 | 1990 | 1999 | 2006 | 2019 |
| Einwohner                  | 2210 | 2066 | 1890 | 1641 | 1482 | 1347 | 1413 | 1462 |
| Quellen: Cassini und INSEE |      |      |      |      |      |      |      |      |

## Sehenswürdigkeiten
- Kirche Saint-Pierre, Anfang des 16. Jahrhunderts erbaut, Monument historique
- Kapelle Saint-Luvan
- Kapelle Saint-Tugdual in Kerpabu aus dem 16. Jahrhundert
- Kapelle Saint-Jean von Keramanac'h aus dem 15. Jahrhundert
- Kapelle von Portzamparc, 1934/1935 erbaut
- Herrenhaus Kermel aus dem 15./16. Jahrhundert
- Herrenhaus Le Cosquer aus dem 17. Jahrhundert
- Schloss Portzamparc aus dem 18. Jahrhundert
- romanische Brücke aus dem 15. Jahrhundert

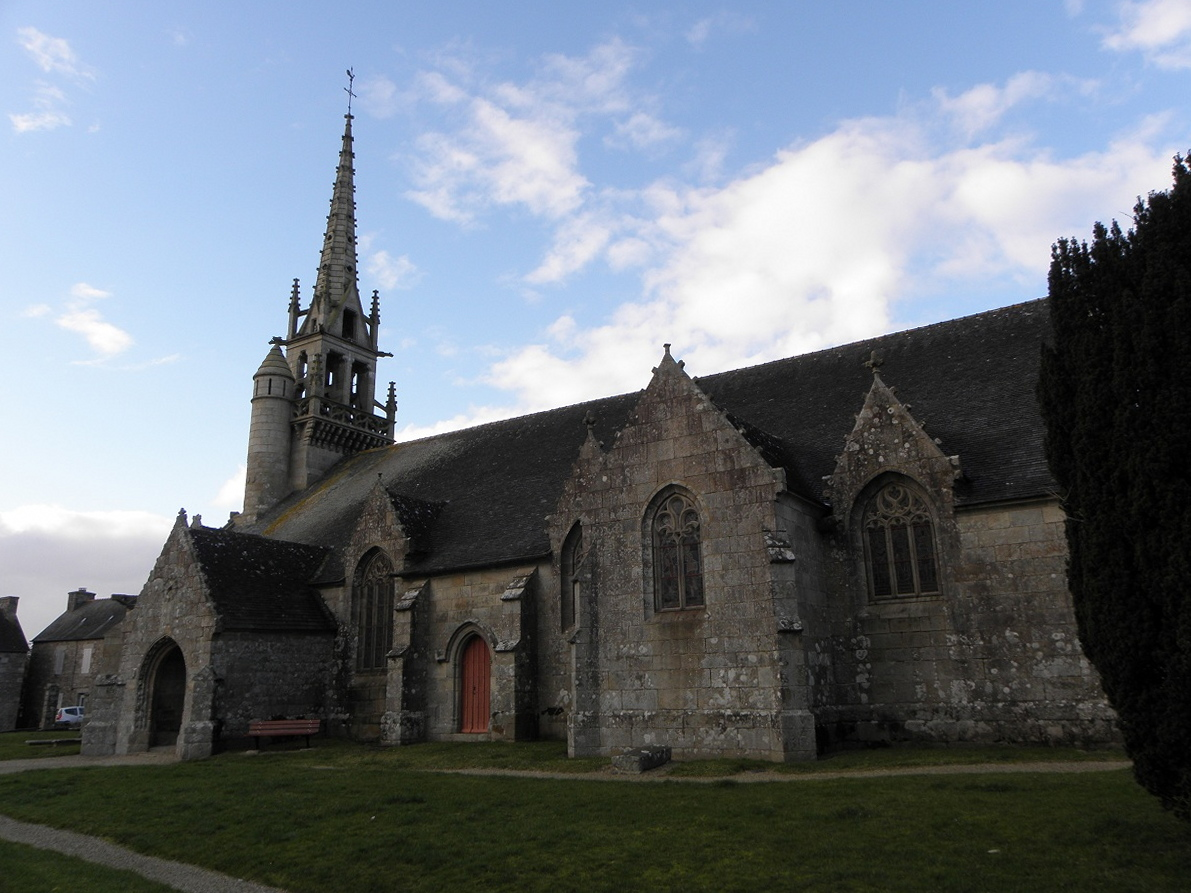
Kirche Saint-Pierre
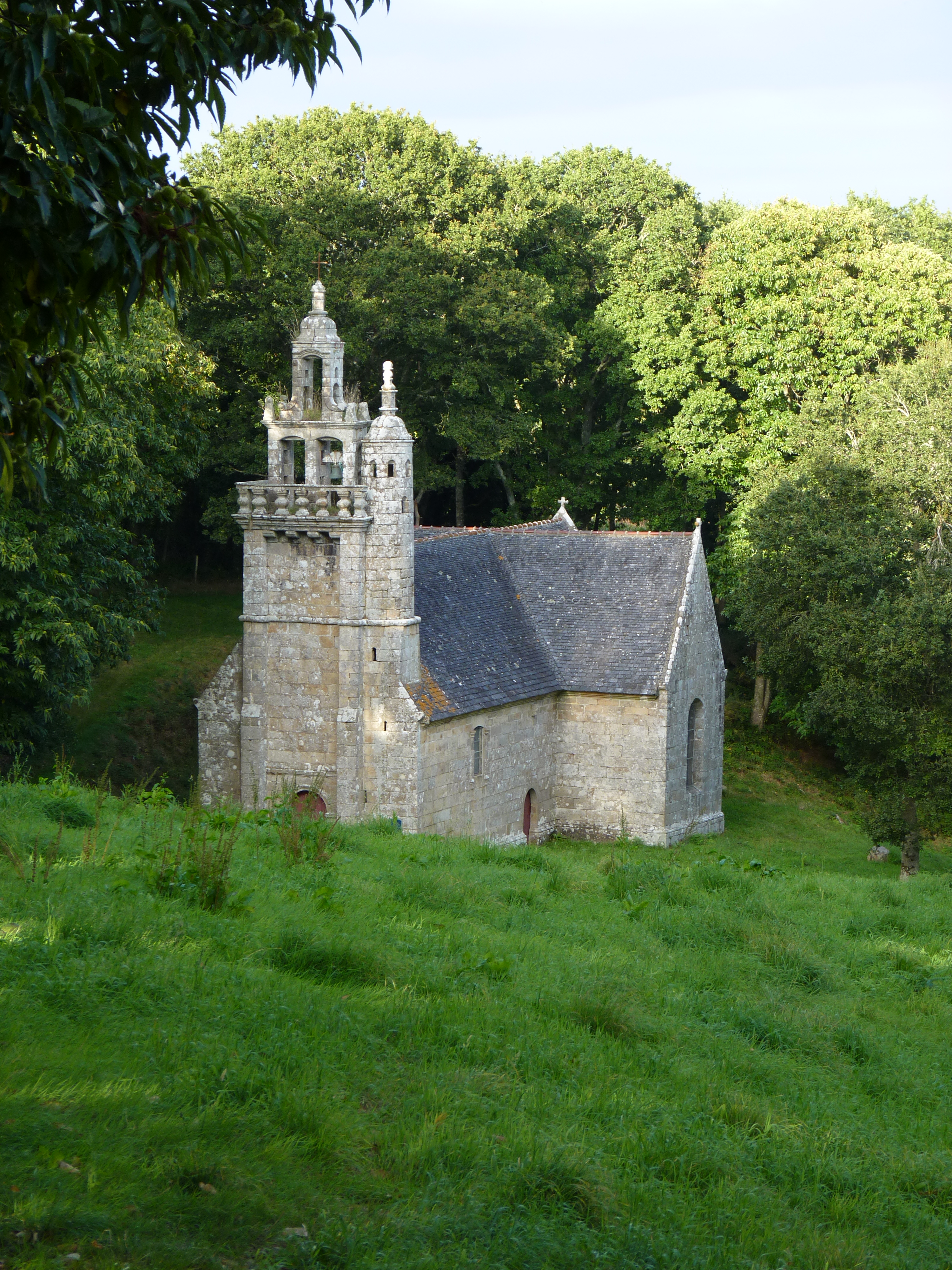
Kapelle Saint-Luvan
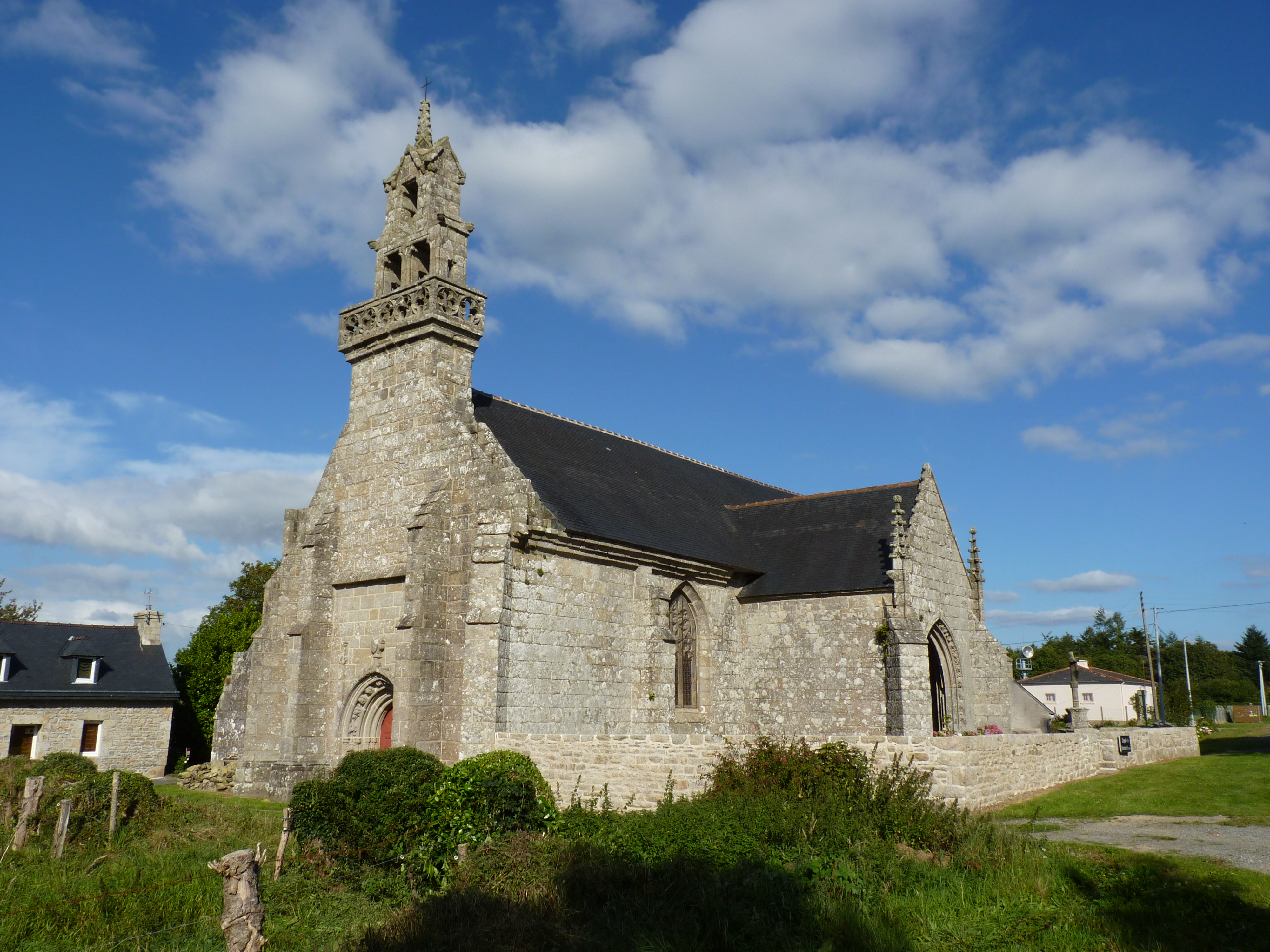
Kapelle Saint-Jean von Keramanac'h
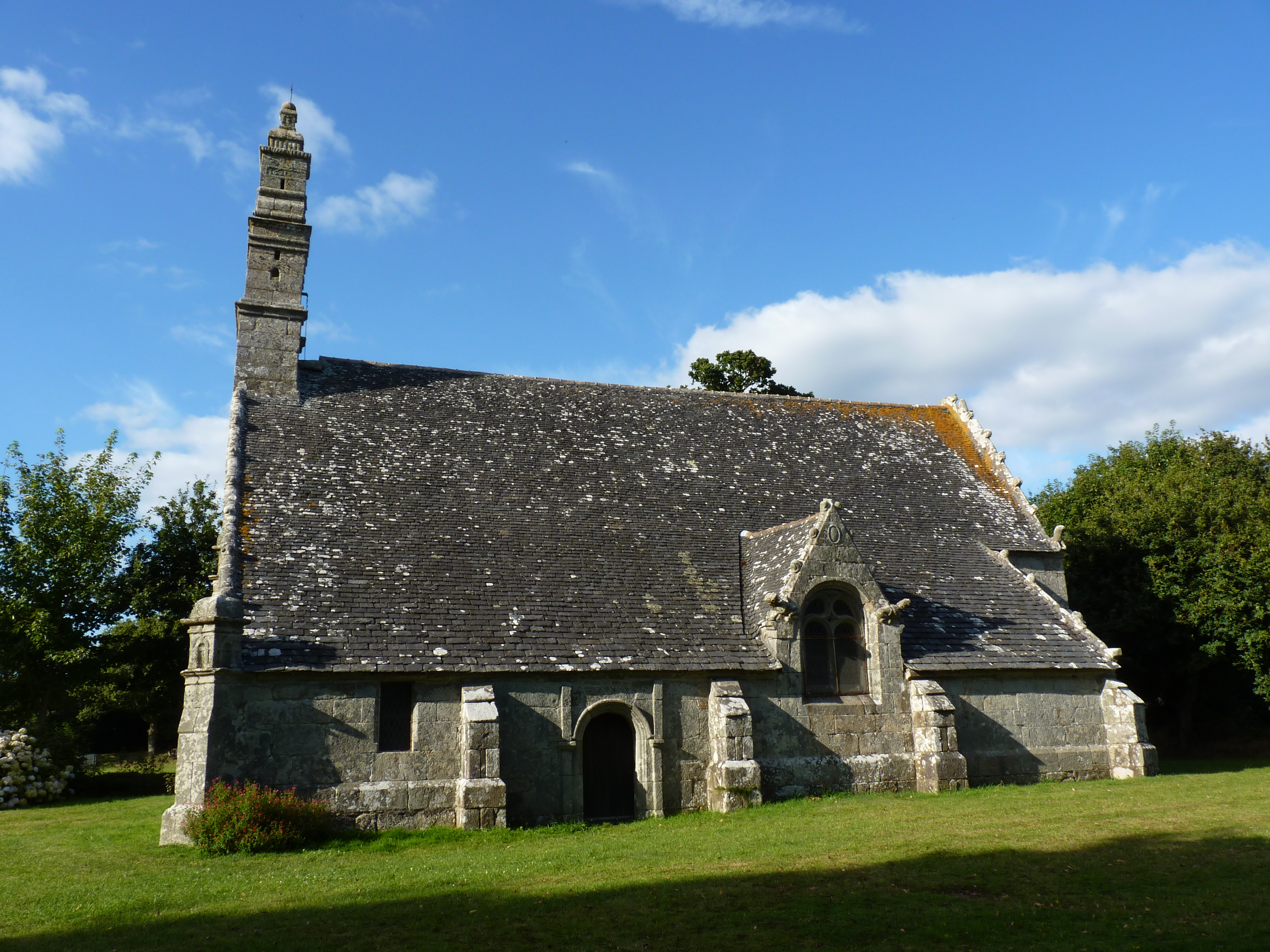
Kapelle Sainte-Jeune